# Rio Ațântiș
O Rio Aţântiş é um rio da Romênia afluente do rio Mureş, localizado no distrito de Mureş.